# Horjul
Horjul là một khu tự quản (tiếng Slovenia: občine, số ít – občina) trong vùng Osrednjeslovenska của Slovenia. Horjul có diện tích 32.5 km2, dân số là theo điều tra ngày 31 tháng 3 năm 2002 là 2622 người. Thủ phủ khu tự quản Horjul đóng tại Horjul.